# بوست أغروف 2
بوست أغروف 2، هي لعبة فيديو يابانية، وهي من نوع الأغنية والرقص، تم تطويرها من قبل ستوديو مترو اليابانية، وتم نشرها من قبل شركة إنكس سنة 1999، وتعمل حصراً لمنصة بلاي ستيشن، وهي الجزء الثاني والأخير من سلسلة بوست أغروف.